# Одеський військовий округ
Червонопрапорний Оде́ський військо́вий о́круг (ОдВО) — одиниця військово-адміністративного поділу в Російській імперії, а згодом у СРСР та Україні. Частини округу після розпаду СРСР були розділені між Україною, Росією та Молдовою.

## Історія
Одеський військовий округ був утворений після Кримської війни у 1862 року у ході військової реформи як військово-адміністративну одиницю зі штабом у Одесі для захисту міст Північно-Західного Причорномор'я. На початку XX ст. Одеський військовий округ обіймав територію Херсонська, Катеринославська, Таврійська, Бессарабська (без Хотинського повіту) губернії і Балтський повіт Подільської губернії.

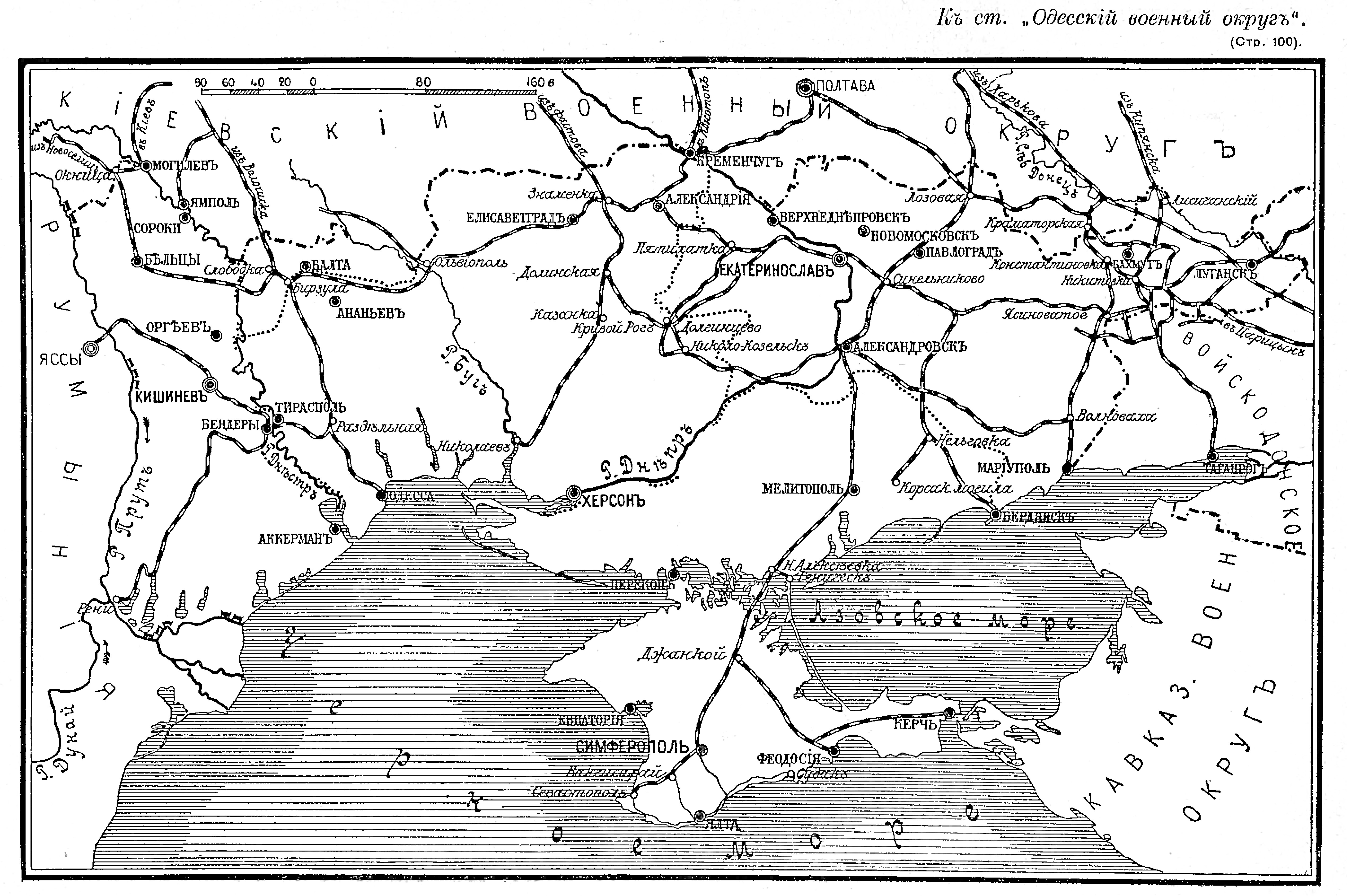
Одеський військовий округ

У січні 1918 року у зв'язку з утворенням робітничо-селянської Червоної Армії, Одеський військовий округ був розформований.
Після розширення території Української РСР наказом Народного Комісара з військових питань республіки від 9 квітня 1919 року був знову створений Одеський військовий округ.
В обстановці посиленого наступу військ Денікіна, коли територія округу опинилась під загрозою окупації, Одеський військовий округ на підставі постанови Наркомвоєна України від 5 серпня 1919 року був розформований.
11 жовтня 1939 року рішенням ЦК ВКП(б) та Радянського уряду округ був сформований знову. Цей день став датою створення округу, а сьогодні Південного оперативного командування.
З 22 червня 1941 року округ був перепідпорядкований Військовій Раді Південного фронту.
23 березня 1944 року наказом Народного Комісара оборони Одеський військовий округ був створений зі штабом у Кіровограді (з жовтня — в Одесі).
Територія округу охопила Кіровоградську, Миколаївську, Херсонську, Ізмаїльську, Одеську області, Молдавську РСР, а з квітня 1956 року — і Кримську АРСР. Після війни на його території дислокувалися 57-ма армія, а потім і 7-ма гвардійська.
У квітні 1960 до складу округу до тих, що були областей і Молдавської РСР були включені ще 3 області розформованого Таврійського округу (створений у липні 1945 з управлінь Приморської і 22-ї армій з штабом в Сімферополі) — Запорізька, Кримська, Херсонська.
Округ підпорядковувався Головкому Південно-західного напряму, що знаходиться на його території (штаб — Кишинів). На його території дислокувалися 14-та гвардійська загальновійськова армія (створена на базі 10-го гвардійського стрілецького корпусу), 82-й (розформований в 1987) і 32-й (створений на базі управління Таврійського округу) армійські корпуси — всього 1 повітряно-десантна і 7 мотострілецьких дивізій. Авіаційну підтримку здійснювала 5-та повітряна армія, а повітряне прикриття — 49-й корпус 8-й армії ППО.
Всього у 1990 в окрузі знаходилося приблизно 110 тис. військовослужбовців, 600 танків, 1 тис. бойових броньованих машин, 900 гармат, мінометів і РСЗВ, 150 бойових і транспортних вертольотів.
З 18.00 3 січня 1992 року Одеський військовий округ перейшов під юрисдикцію України та був включений до складу Збройних сил України.
Внаслідок виводу зі складу військ ОдВО 14 загальновійськової армії (включена до складу Московського військового округу Збройних сил Російської Федерації) та прийняття 6 ТА і 1 ЗА у 1992 році округ став розташовуватися на території 14 областей і Автономної Республіки Крим. Окремі частини та з'єднання військ ОдВО, що дислокувалися на території колишньої Молдавської РСР (крім лівого берега річки Дністер) стали основою для формування Збройних сил Республіки Молдова.
Відповідно до Директиви МО України від 1 липня 1997 з 3 січня 1998 року Одеський військовий округ переформований на Південне оперативне командування і розташовувався на території 9 областей (Одеська, Миколаївська, Херсонська, Дніпропетровська, Запорізька, Донецька, Луганська, Кіровоградська, Харківська) та Автономної Республіки Крим.

## Структура

### 1990
В кінці 1980-х років з урахуванням обмежень згідно Угоди про звичайні збройні сили в Європі, яка на той момент готувалася, з'єднання ОдВО були піддані скороченню, а їх озброєння оновлено.
126-та мотострілецька Горлівська двічі Червонопрапорна, ордена Суворова дивізія (Крим) була передана в підпорядкування ВМФ, як дивізія берегової оборони.
Всього в 1990 р. в окрузі знаходилося приблизно 110 тис. військовослужбовців, 600 танків, 1 тис. бойових броньованих машин, 900 гармат, мінометів і РСЗВ, 150 бойових і транспортних гелікоптерів.
Округ включав такі з'єднання й частини:
- Штаб округу — Одеса
- 363-й окремий батальйон охорони та обслуговування
- 10-та окрема бригада спеціального призначення
- 9-та ракетна бригада, Раухівка (18 ОТР 9К72 «Ельбрус»)
- 34-та ракетна бригада, Соборне (18 ОТР 9К72 «Ельбрус»)
- 106-та ракетна бригада, Раухівка (18 ОТР 9К72 «Ельбрус»)
- 46-та зенітна ракетна бригада, Підгородна (27 ЗРК 2К11А «Круг-А»)
- 184-та артилерійська бригада великої потужності, Раухівка (48 2С7 «Піон»)
- 25-й полк звукової розвідки
- 320-й окремий гелікоптерний полк, Чорнобаївка (33 Мі-8, 30 Мі-6)
- 217-та змішана авіаційна ескадрилья, Одеса (9 Мі-8, 1 Мі-6, 2 Мі-24К)
- 56-й інженерний саперний полк, Дубоссари (9 ІМР-2)
- 2-й понтонно-мостовий полк, Бендери (3 ІМР-2)
- 23-й понтонно-мостовий полк
- 62-й понтонно-мостовий полк, Рибниці (5 ІМР-2)
- 102-й понтонно-мостовий полк
- 637-й окремий інженерний дорожньо-мостовий батальйон
- 120-та бригада зв'язку, Одеса (17 Р-145БМ, 1 Р-156 БТР, 1 Р-137Б, 1 П-240БТ)
- 122-га бригада зв'язку
- 77-ма радіотехнічна бригада
- 93-тя окрема радіотехнічна бригада особливого призначення
- 18-та бригада хімічного захисту, Волове (1 РХМ-4)
- 92-га бригада матеріального забезпечення (штаб)
- 93-тя бригада матеріального забезпечення (штаб)
- 94-та бригада матеріального забезпечення (штаб)
- 95-та бригада матеріального забезпечення (штаб)
- 4-та автомобільна бригада
- 25-та автомобільна бригада (штаб)
- 1475-й окремий автомобільний батальйон
- 225-та трубопроводна бригада
- 223-й ремонтно-відновлювальний батальйон
- 3623-тя АртБВ, Вознесенськ (3 Д-30, 1 2С3 «Акація», 3 БМ-21 «Град»)

Бази зберігання й склади окружного підпорядкування
- 3043-тя база зберігання майна, Нова Олександрівка (3 1В18, 1 1В19, 1 Р-145БМ)
- 1773-тя база зберігання майна, Нова Олександрівка (24 1В18, 8 1В19, 4 ПРП-3, 6 Р-145БМ, 60 МТ-ЛБ)
- 1833-й окружний інженерний склад (1 ІМР-2, 4 МТ-55А, 2 МТУ-20)
- 3373-й окружний інженерний склад (3 РХМ, 8 РХМ-4)
- 451-й навчальний центр, Ульянівка (6 МТ-ЛБ)
- 234-та дивізія охорони тилу

- 55-та артилерійська Будапештська Червонопрапорна, орденів Богдана Хмельницького й Олександра Невського дивізія, Запоріжжя
  - 701-й гаубичний артилерійський полк, Запоріжжя (48 Д-30, 7 ПРП-3, 8 Р-145БМ, 60 МТ-ЛБ)
  - 707-й важкий гаубичний артилерійський полк, Нова Олександрівка (48 Д-20, 4 ПРП-3, 1 Р-145БМ, 102 МТ-ЛБ)
  - 738-й гарматний артилерійський полк, Нова Олександрівка (48 2А36 «Гіацинт-Б», 4 ПРП-3, 1 Р-145БМ)
  - 371-ша реактивна артилерійська бригада, Запоріжжя (48 9А52 «Смерч»)
  - 751-й протитанковий артилерійський полк (згорнуто)

- 150-й гвардійський окружний навчальний Криворізький центр, Миколаїв
  - 332-й гвардійський навчальний мотострілецький Варненський полк, Миколаїв (28 БМП-2, 115 БМП-1, 6 БРМ-1К, 1 БРЭМ, 1 Р-145БМ)
  - 274-й навчальний танковий полк, Миколаїв (52 Т-64, 9 Т-55, 1 Р-145БМ, 3 ПТ-76)
  - 1189-й навчальний артилерійський полк, Миколаїв (6 2С1 «Гвоздика», 9 2С3 «Акація», 24 Д-30, 21 2С12 «Сані», 9 ПМ-38, 5 БМ-21 «Град»)
  - 335-й гвардійський навчальний мотострілецький полк, Миколаїв (8 БТР-70, 1 Р-145БМ)
  - 340-й гвардійський навчальний мотострілецький полк, Миколаїв (1 Р-145БМ)
  - 1288-й навчальний зенітний артилерійський полк, Миколаїв
  - 175-й окремий навчальний батальйон зв'язку, Миколаїв (6 Р-145БМ)
  - 106-й окремий навчальний інженерно-саперний батальйон, Миколаїв (1 УР-67, 3 МТУ-20, 3 МТ-55А)
- Всього: 61 танк, 149 БМП, 3 плавучих танки, 8 БТР, 15 САУ, 24 гармати, 30 мінометів, 5 РСЗВ

- 28-ма гвардійська мотострілецька Харківська двічі Червонопрапорна дивізія, Змієнкове
  - 86-й гвардійський мотострілецький полк, Змієнкове (22 Т-64, 3 БМП-2, 2 БРМ-1К, 5 БТР-70, 12 2С1 «Гвоздика»)
  - 89-й гвардійський мотострілецький полк, Змієнкове (35 Т-64, 133 БТР-70, 6 БТР-60, 3 БМП-1, 2 БРМ-1К, 12 2С1 «Гвоздика»)
  - 329-й мотострілецький полк, Змієнкове (22 Т-64, 128 БМП-2, 2 БРМ-1К, 2 БТР-70, 12 2С1 «Гвоздика»)
  - 357-й танковий полк, Змієнкове (64 Т-64, 14 БМП-2, 2 БРМ-1К, 2 БТР-70, 12 2С1 «Гвоздика»)
  - 61-й гвардійський артилерійський полк, Змієнкове (36 2С3 «Акація», 12 БМ-21 «Град», 11 ПРП-3, 2 Р-145БМ)
  - 1161-й зенітний ракетний полк, Змієнкове
  - 1298-й окремий протитанковий артилерійський дивізіон, Змієнкове
  - 95-й окремий розвідувальний батальйон, Змієнкове (10 БМП-2, 7 БРМ-1К, 6 БТР-70)
  - 40-й окремий батальйон зв'язку, Змієнкове (11 Р-145БМ)
  - 36-й окремий інженерно-саперний батальйон, Змієнкове (2 УР-67)
  - 1030-й окремий батальйон матеріального забезпечення
  - 272-й окремий ремонтно-відновлювальний батальйон
- Всього: 143 танки, 173 БМП, 154 БТР, 84 САУ, 12 РСЗВ

#### 32-й армійський Кенігсбергський корпус
Після передачі 126-ї мотострілецької Горлівської двічі Червонопрапорної, ордена Суворова дивізії в підпорядкування ВМФ, як дивізії берегової оборони в складі корпусу залишилися 5378-ма база зберігання військової техніки (розформована 157-ма мотострілецька дивізія) і корпусні частини.
- Штаб корпусу — Сімферополь
- 1398-й протитанковий артилерійський полк, Лугове
- 9-й окремий інженерно-саперний батальйон
- 909-й окремий батальйон зв'язку, Мазанка (7 Р-145БМ, 1 Р-156М, 2 П-240БТ, 1 Р-409БМ, 1 Е-351Р)
- 287-й окремий радіотехнічний батальйон
- 858-й окремий ремонтно-відновлювальний батальйон

бази зберігання корпусного підпорядкування
- 5378-ма база зберігання військової техніки, Феодосія, Керч (У Феодосії: 61 Т-64, 1 БМП-2, 25 БМП-1, 11 БРМ-1К, 48 Д-30, 12 БМ-21 «Град», 20 Р-145БМ, 3 УР-67, 74 МТ-ЛБ; У Керчі: 2 БМП-2, 8 БМП-1, 4 БРМ-1К, 7 Р-145БМ)
- 126-та мотострілецька Горлівська двічі Червонопрапорна, ордена Суворова дивізія
- 157-ма мотострілецька дивізія

У 1989 році корпусу підпорядковано виведену зі Східної Німеччини зі складу ЗГВ:
- 13-та гвардійська танкова Полтавська ордена Леніна, двічі Червонопрапорна, орденів Суворова і Кутузова дивізія, Совєтський

#### 14-та гвардійська загальновійськова армія
- Штаб армії — Тирасполь
- 173-тя ракетна бригада, Бендери (12 ОТР 9К72 «Ельбрус»)
- 189-та ракетна бригада, Бєльці (12 ОТР 9К79 «Точка», 13 Р-145БМ)
- 156-та зенітна ракетна бригада, Олексіївка (27 ЗРК 2К11М «Круг-М»)
- 865-й командний пункт ППО
- 4-й артилерійський полк, Унгени (36 Д-30, 24 2А36 «Гіацинт-Б», 26 9П140 «Ураган», 3 ПРП-3, 5 Р-145БМ, 47 МТ-12, 54 МТ-ЛБ)
- 803-й реактивний артилерійський полк (згорнуто, техніка передана 4-му артполку)
- 2335-й розвідувальний артилерійський полк (згорнуто, техніка передана 4-му артполку)
- 287-й окремий гелікоптерний полк, Раухівка (43 Мі-24, 18 Мі-8)
- 36-та окрема гелікоптерна ескадрилья, Тирасполь (8 Мі-8, 1 Мі-6, 2 Мі-24К, 2 Мі-24Р)
- 321-ша окрема ескадрилья безпілотних засобів розвідки
- 194-й понтонно-мостовий полк
- 115-й окремий інженерно-саперний батальйон, Паркани (4 ІМР-2)
- 785-й окремий батальйон розвідки зараження, Бендери (9 К-611)
- 15-й окремий полк зв'язку, Тирасполь (9 Р-145БМ, 1 Р-156БТР, 1 Р-137Б, 1 П-240БТ)
- 108-й окремий радіотехнічний полк
- 58-й окремий радіотехнічний батальйон
- 976-й окремий батальйон радіоелектронної боротьби
- 2242-й окремий батальйон радіоелектронної боротьби
- 130-й батальйон хімічного захисту
- 5381-ша база зберігання майна, Флорешти (63 МТ-ЛБ, 25 Р-145БМ, 2 РХМ, 3 УР-67, 27 БМ ПТКР «Конкурс»[ru], 32 С-60)

- 59-та гвардійська мотострілецька Краматорська Червонопрапорна, орденів Суворова і Богдана Хмельницького дивізія, Тирасполь
  - 176-й гвардійський мотострілецький полк, Тирасполь (26 Т-64, 12 БТР-70, 6 БТР-60, 4 БМП-2, 2 БРМ-1К, 12 2С1 «Гвоздика», 12 2С12 «Сані»)
  - 179-й гвардійський мотострілецький полк, Тирасполь (22 Т-64, 6 БМП-2, 12 БМП-1, 3 БРМ-1К, 13 БТР-70, 10 2С1 «Гвоздика», 2 БМ-21 «Град»)
  - 183-й гвардійський мотострілецький полк, Тирасполь (20 Т-64; 140 БТР (129 БТР-70, 11 БТР-60), 6 БМП (6 БМП-2, 2 БРМ-1К); 12 — 2С1 «Гвоздика», 12 — 2С12 «Сані»; 5 БМП-1КШ, 1 ПРП-3, 1 РХМ, 3 БРЭМ-2, 3 Р-145БМ, 1 ПУ-12; 1 МТУ-20)
  - 356-й танковий полк, Тирасполь (87 Т-64, 14 БМП-2, 2 БРМ-1К, 1 2С1 «Гвоздика»)
  - 328-й гвардійський самохідний артилерійський полк, Тирасполь (34 2С3 «Акація», 12 БМ-21 «Град», 3 ПРП-3, 2 Р-145БМ, 1 БТР-70)
  - 1162-й зенітний ракетний полк, Тирасполь
  - 1299-й окремий протитанковий артилерійський дивізіон, Тирасполь
  - 102-й окремий розвідувальний батальйон, Тирасполь (10 БМП-1, 7 БРМ-1К, 6 БТР-70)
  - 201-й окремий батальйон зв'язку, Тирасполь (11 Р-145БМ, 3 Р-156БТР)
  - 66-й окремий інженерно-саперний батальйон, Тирасполь (3 УР-67)
  - 896-й окремий батальйон матеріального забезпечення
  - 275-й окремий ремонтно-відновлювальний батальйон
- Всього: 155 танків, 180 БТР, 66 БМП, 82 САУ, 2 гармати, 36 мінометів, 14 РСЗВ

- 180-та мотострілецька Київська Червонопрапорна, орденів Суворова і Кутузова дивізія, Білгород-Дністровський
  - 42-й мотострілецький полк, Білгород-Дністровський (10 Т-64, 4 БМП-1, 2 БРМ-1К, 12 Д-30, 23 2С12 «Сані», 15 МТ-ЛБ)
  - 325-й мотострілецький полк, Білгород-Дністровський (10 Т-64, 13 Т-54, 2 БМП-2, 14 БМП-1, 10 БРМ-1К, 5 БТР-70, 14 Д-30, 12 2С12 «Сані», 13 МТ-ЛБ)
  - 326-й мотострілецький полк, Білгород-Дністровський (10 Т-64, 4 БМП-1, 2 БРМ-1К, 12 Д-30, 12 2С12 «Сані», 13 МТ-ЛБ)
  - 166-й танковий полк, Шабо (31 Т-64, 3 БМП-2, 11 БМП-1, 2 БРМ-1К, 12 Д-30, 3 Р-145БМ, 13 МТ-ЛБ)
  - 136-й артилерійський полк, Білгород-Дністровський (12 БМ-21 «Град», 1 ПРП-3)
  - 134-й зенітний артилерійський полк
  - 1303-й окремий протитанковий артилерійський дивізіон, Білгород-Дністровський
  - 129-й окремий розвідувальний батальйон (згорнуто)
  - 866-й окремий батальйон зв'язку, Білгород-Дністровський, (8 Р-145БМ)
  - 33-й окремий інженерно-саперний батальйон, Білгород-Дністровський (3 УР-67, 2 МТ-55А, 5 МТУ-20)
  - 1041-й окремий батальйон матеріального забезпечення
  - 276-й окремий ремонтно-відновлювальний батальйон
- Всього: 61 танк, 54 БМП, 5 БТР, 50 гармат, 36 мінометів, 12 РСЗВ[4]

#### Авіація
- 5-та повітряна армія

#### Сили ППО
- Частини 8-ї окремої армії ППО.

## Командування

### Головні начальники Одеського військового округу (у 1914—1918)
- генерал від інфантерії Михаїл Ебелов (липень 1914 — серпень 1917)
- генерал-майор П. Феліцин (серпень—жовтень 1917)
- генерал-лейтенант Никандр Маркс (жовтень — листопад 1917) (доти від червня 1915 був начальником штабу Одеського військового округу)
- генерал-майор Георгій Єлчанінов (листопад 1917 — січень 1918)

### Військово-політичні керівники військ округу (у 1919)
- Одинцов С. І. (квітень 1919 — червень 1919),
- Казанов (червень 1919 — липень 1919),
- Литовцев (липень 1919 — серпень 1919).

### Командувачі військ округу (у 1919)
- Чікваная Євсевій Михайлович (квітень 1919 — квітень 1919)
- Кривошеєв О. Т. (квітень 1919 — червень 1919)
- Краєвський Броніслав Гнатович (червень 1919 — серпень 1919).

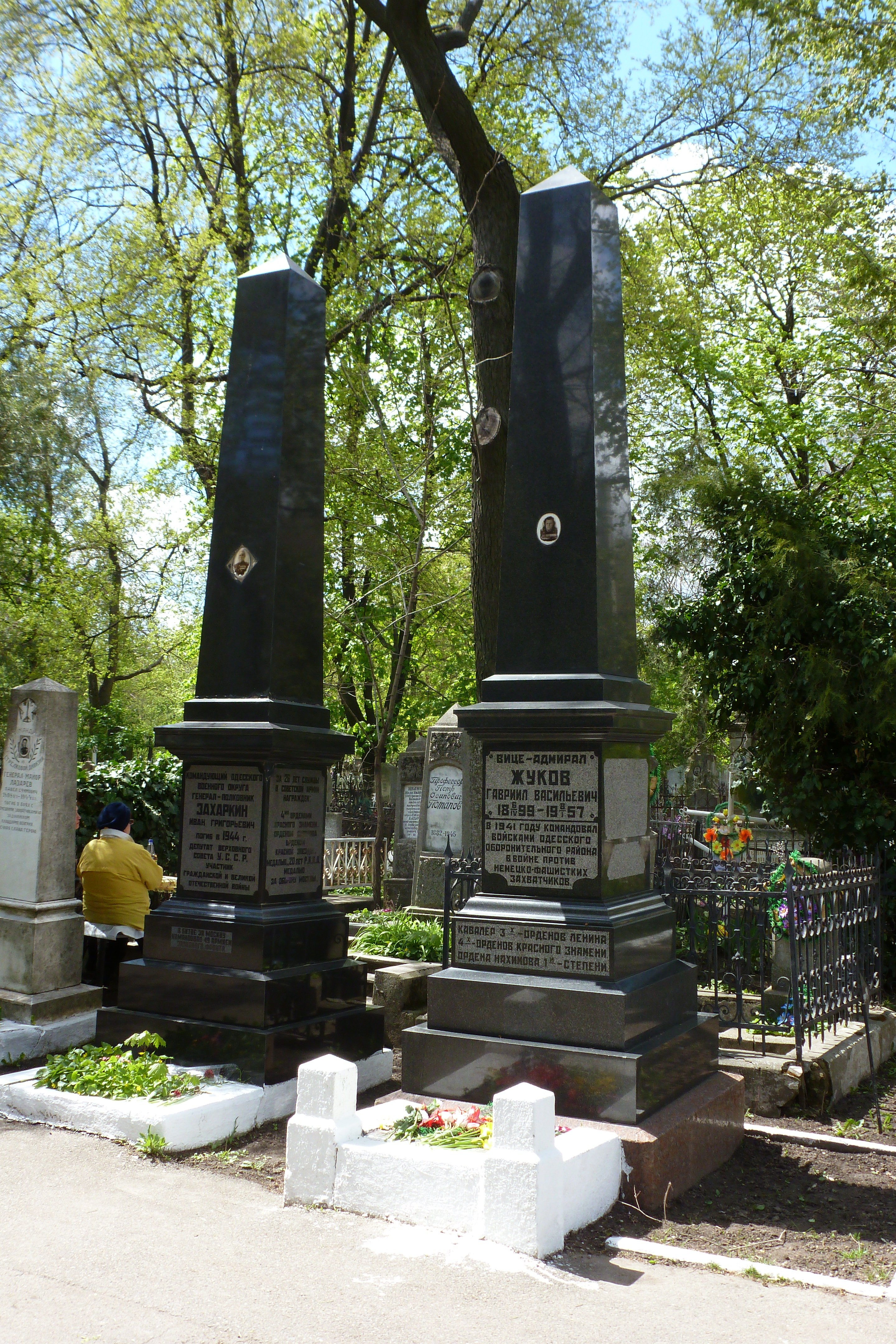
Могила генерал-полковника Івана Захаркіна (зліва) на Другому Християнському кладовищі в Одесі

Меморіальна дошка Г. К. Жукова на будівлі штабу Одеського військового округу.

### Командувачі військ округу (з 1939)
- генерал-лейтенант Болдін Іван Васильович (жовтень 1939 — липень 1940)
- генерал-полковник Черевиченко Яків Тимофійович (липень 1940 — червень 1941)
- генерал-лейтенант Чибісов Никандр Євлампійович т.в.о. (червень 1941 — серпень 1941)
- генерал-майор Іванов Іван Іванович т.в.о. (серпень 1941 — вересень 1941)
- генерал-полковник Захаркін Іван Григорович (березень 1944 — жовтень 1944)
- генерал-майор Первушин Олексій Миколайович т.в.о. (жовтень 1944 — жовтень 1944)
- генерал-полковник Юшкевич Василь Олександрович (жовтень 1944 — червень 1946)
- Маршал Радянського Союзу Жуков Георгій Костянтинович (червень 1946 — січень 1948)
- генерал-лейтенант Івашечкін Макар Васильович в.о. (січень 1948 — лютий 1948)
- генерал-полковник Пухов Микола Павлович (лютий 1948 — листопад 1951)
- генерал-полковник Галицький Кузьма Микитович (листопад 1951 — травень 1954)
- генерал-полковник Радзієвський Олексій Іванович (травень 1954 — червень 1959)
- генерал-полковник Бабаджанян Амазасп Хачатурович (червень 1959 — вересень 1967)
- генерал-полковник Луговцев Михайло Васильович (вересень 1967 — грудень 1967)
- генерал-полковник Шурупов Олександр Георгійович (квітень 1968 — квітень 1974)
- генерал-полковник Волошин Іван Макарович (квітень 1974 — квітень 1982)
- генерал-полковник Єлагін Олександр Сидорович (квітень 1982 — грудень 1986)
- генерал-полковник Морозов Іван Сергійович (грудень 1986 — січень 1992)
- генерал-полковник Радецький Віталій Григорович (січень 1992 — січень 1994)
- генерал-полковник Шкідченко Володимир Петрович (січень 1994 — лютий 1998)

### Начальники штабу військ округу (з 1939)
- комбриг Ляпін Петро Іванович (жовтень 1939 — липень 1940)
- генерал-майор Захаров Матвій Васильович (липень 1940 — червень 1941)
- полковник Кашкін Анатолій Михайлович в.о. (червень 1941 — липень 1941)
- генерал-майор Шишенін Гаврило Данилович в.о. (липень 1941 — липень 1941)
- полковник Кашкін Анатолій Михайлович в.о. (серпень 1941 — серпень1941)
- генерал-майор Вєтошников Леонід Володимирович в.о. (вересень 1941 — вересень 1941)
- генерал-майор Бєлов Іван Сергійович (березень 1944 — липень 1945)
- генерал-лейтенант Івашечкін Макар Васильович (липень 1945 — квітень 1949)
- генерал-майор Коломінов Олександр Миколайович (квітень 1949 — листопад 1950)
- генерал-полковник Казаков Михайло Ілліч (листопад 1950 — червень 1952)
- генерал-полковник Іванов Семен Павлович (червень 1952 — липень 1953)
- генерал-полковник Бєлявський Віталій Андрійович (липень 1953 — січень 1960)
- генерал-полковник Чиж Володимир Пилипович (січень 1960 — вересень 1962)
- генерал-лейтенант танкових військ Нікітін Матвій Тимофійович (вересень 1962 — грудень 1963)
- генерал-лейтенант Казаков Леонід Петрович (березень 1964 — листопад 1971)
- генерал-лейтенант Мерецков Володимир Кирилович (листопад 1971 — лютий 1978)
- генерал-лейтенант Свиридов Іван Васильович (травень 1978 — червень 1981)
- генерал-лейтенант Бетехтін Анатолій Володимирович (червень 1981 — січень 1984)
- генерал-лейтенант Свиридов Іван Васильович (червень 1984 — вересень 1984)
- генерал-лейтенант Євсюков Леонід Григорович (вересень 1984 — вересень 1985)
- генерал-лейтенант Семенов Віктор Панасович (вересень 1985 — травень 1988)
- генерал-лейтенант Сергеєв Анатолій Іпатович (травень 1988 — вересень 1991)
- генерал-лейтенант Кузнецов Юрій Кирилович (вересень 1991 — 1995)
- генерал-лейтенант Тимко Валентин Іванович (1996 — 1998)

### Члени Військової ради округу (до 1991)
- корпусний комісар Колобяков Олександр Філаретович (жовтень 1939 — червень 1941)
- бригадний комісар Осін Микола Лаврентійович т.в.о. (червень 1941 — серпень 1941)
- полковий комісар Лазарєв Олександр Павлович т.в.о. (серпень 1941 — вересень 1941)
- генерал-майор Румянцев Олексій Гаврилович (березень 1944 — жовтень 1947)
- генерал-лейтенант Аношин Іван Семенович (жовтень 1947 — липень 1950)
- генерал-майор Воронін Федір Миколайович (липень 1950 — січень 1952)
- генерал-лейтенант Усов Павло Олексійович (січень 1952 — листопад 1956)
- генерал-майор Єгоров Микита Васильович (листопад 1956 — грудень 1956)
- генерал-майор Лебедєв Петро Семенович (грудень 1956 — вересень 1957)
- генерал-лейтенант Васягін Семен Петрович (вересень 1957 — травень 1958)
- генерал-лейтенант Степченко Федір Петрович (травень 1958 — липень 1960)
- генерал-майор Крюков Микола Іванович (липень 1960 — лютий 1962)
- генерал-лейтенант Беднягін Анатолій Іванович (квітень 1962 — вересень 1969)
- генерал-лейтенант Семенов Іван Петрович (вересень 1969 — травень 1976)
- генерал-лейтенант Фомичов Павло Васильович (травень 1976 — грудень 1982)
- генерал-лейтенант Плеханов Валентин Пилипович (січень 1983 — 1991)

### Начальники Політичного управління округу (до 1957)
- дивізійний комісар Тевченков Олександр Миколайович (жовтень 1939 — червень 1941)
- полковник Солонцов Петро Юхимович (березень 1944 — 1947)
- полковник Степченко Федір Петрович (1947 — 1950)
- полковник Горбатенко Олексій Михайлович (1950 — 195.1)